# Легасов, Валерий Алексеевич
Вале́рий Алексе́евич Лега́сов (1 сентября 1936, Тула, РСФСР, СССР — 27 апреля 1988[…], Москва, РСФСР, СССР) — советский химик-неорганик. Доктор химических наук, профессор. Действительный член Академии наук СССР (1981). Был членом правительственной комиссии по расследованию причин и по ликвидации последствий аварии на Чернобыльской АЭС, за что в 1996 году посмертно удостоен звания Героя России.

## Биография
Родился 1 сентября 1936 года в Туле, в семье служащих. С 1944 по 1949 год учился в школе № 5 в Курске. В 1949—1954 годах учился в школе № 56 в Москве, окончил её с золотой медалью. Сейчас школа носит его имя, а у главного входа стоит его бронзовая статуя.
В 1961 году окончил кафедру Радиационной химии и радиохимии МХТИ им. Д. И. Менделеева. Во время обучения был перерыв, в течение двух лет работал секретарём комитета ВЛКСМ Московского химико-технологического института им. Д. И. Менделеева, член бюро Советского райкома комсомола. Член Московского городского комитета ВЛКСМ. Основатель целинных студенческих отрядов в МХТИ им. Д. И. Менделеева. Один из организаторов по проведению VI Всемирного фестиваля молодежи и студентов в Москве (1957 г.).
После окончания института в течение полутора лет по распределению работал на Сибирском химическом комбинате в городе Томск-7 инженером, начальником смены. С 1964 года учился в аспирантуре в отделении молекулярной физики Института атомной энергетики им. И. В. Курчатова, затем там же работал младшим и старшим научным сотрудником, начальником лаборатории, также занимал должность секретаря парткома института.
В 1967 году защитил кандидатскую диссертацию по синтезу соединений благородных газов и изучению их свойств. В 1972 году защитил докторскую диссертацию (доктор химических наук), был назначен заместителем директора по научной работе Института атомной энергии им. И. В. Курчатова.
В 1978—1983 годах был профессором МФТИ, с 1983 года и до момента ухода из жизни работал на химическом факультете МГУ, заведовал кафедрой радиохимии и химической технологии, а также возглавлял экспертный совет ВАК СССР.
В 1976 году был избран член-корреспондентом АН СССР, а в 1981 году — действительным членом АН СССР по отделению физикохимии и технологии неорганических материалов. В 1985 году был избран членом Президиума АН.
С 1983 года работал в должности первого заместителя директора Института атомной энергии имени И. В. Курчатова.

### Научные достижения
В. А. Легасов специализировался в области использования ядерно-физических и плазменных методов для синтеза и исследования свойств новых соединений с элементами в аномально высоких окислительных состояниях; ядерной и плазменной технологии; энергосберегающей технологии и водородной энергетики. Под его руководством создана научная школа химии благородных газов. Результаты его работ в мировой науке известны как эффект Бартлетта — Легасова.
Концепция безопасности ядерных реакторов — другое важнейшее направление научной деятельности академика В. А. Легасова. Его работы были направлены на доказательство необходимости новой методологии обеспечения безопасности. Крупнейшие катастрофы, исход которых — огромные человеческие жертвы, — Легасов считал трагическим симптомом современности. Также он считал, что необходимо сформулировать новые критерии безопасности и иметь современную методологию её обеспечения. Совершенствование техносферы должно, по его мнению, обеспечить комфортное безопасное процветание людей.

### Авария на Чернобыльской АЭС
Сразу после аварии на Чернобыльской АЭС Легасов был назначен членом правительственной комиссии по расследованию причин и по ликвидации последствий аварии. Он появился на месте катастрофы одним из первых и провёл там в общей сложности 60 суток. После того, как другие члены комиссии вернулись в Москву для минимизации облучения, Легасов возвратился на ЧАЭС для продолжения работы. Полученная значительная доза радиации, в 4 раза превышающая максимально допустимую норму, сильно пошатнула его здоровье.
Принимал ряд важнейших решений по предотвращению дальнейших взрывов и информировал правительство СССР о ситуации в зоне аварии. Именно он предложил состав смеси (бор и песок), которой был засыпан горящий реактор и благодаря которой последствия аварии оказались меньшими, чем могли быть. Он информировал своих коллег-учёных и прессу о рисках и состоянии разрушенной станции, а также настаивал на немедленной полной эвакуации города Припять.
С 25 по 29 августа 1986 года на конференции экспертов МАГАТЭ в Вене Легасов, как глава советской делегации, представил 5-часовой 400-страничный доклад с анализом причин аварии и радиологических последствий катастрофы на ЧАЭС. Его помощник в том выступлении, физик-ядерщик В. Ф. Дёмин, отмечает новаторский подход Легасова к выполнению доклада: изобразительное сопровождение устного текста осуществлялось параллельно на трёх экранах с разным содержанием (таблицы, графики, схемы, фотографии и др.), что было в новинку даже в современных для того времени технических условиях. Это выступление стало поворотным пунктом в его карьере. По одной версии, в своём выступлении Легасов разгласил ряд секретных сведений, на что не был уполномочен. По версии А. С. Дятлова (заместителя главного инженера по эксплуатации Чернобыльской АЭС на момент катастрофы), Легасов вызвался огласить официальную версию событий аварии на Чернобыльской АЭС, что вызывало неприятие у других учёных.
В 1987 году при тайном голосовании академика Легасова не избрали в научно-технический совет (100 голосов — за, 129 — против). В 1986—1987 годах его дважды выдвигали на звание Героя Социалистического Труда, но оба раза он не был награждён. Известна версия, по которой М. С. Горбачёв вычеркнул Легасова и других сотрудников Курчатовского института из списка. Сам Горбачёв впоследствии это отрицал. В июне 1987 года, после новостей об отказе в присвоении ему звания Героя соцтруда, Легасов совершил попытку самоубийства, но коллеги по институту успели его спасти. После доклада в МАГАТЭ и отказа в присвоении почётных званий за Легасовым упрочилась репутация «неблагонадёжного» учёного. Его самочувствие ухудшилось, появилась бессонница. 29 августа 1987 года Легасов, находясь на лечении, совершил вторую попытку самоубийства, но врачи успели его спасти.
После разбора причин аварии Легасов вернулся к изучению вопроса безопасности ядерных реакторов, в том числе указывал проектировщикам на недостатки реакторов типа РБМК, а также на неудовлетворительную профессиональную подготовку сотрудников АЭС.

### Обстоятельства смерти
Накануне второй годовщины аварии на ЧАЭС, 25 апреля 1988 года, Легасов представил на заседании Академии наук план создания совета по борьбе с застоем в советской науке и собственного института ядерной безопасности. Его предложение было отклонено. 27 апреля 1988 года Легасов был найден повешенным у себя в особняке на Пехотной улице, дом 26. По одной из версий, причиной самоубийства стало давление официальных властей СССР на ход расследования Чернобыльской катастрофы и атмосфера тотальной секретности.
Похоронен на Новодевичьем кладбище в Москве.

## Память

Бюст В. Легасова в Туле

- В 1986—1987 годах Легасов надиктовал на магнитофон заметки о своём участии в ликвидации аварии на ЧАЭС. По материалам этих аудиозаписей Би-би-си сняла фильм «Пережить катастрофу: Чернобыльская ядерная катастрофа» (англ. Surviving Disaster: Chernobyl Nuclear Disaster, 2006). Также самоубийство и материалы аудиозаписей фигурируют в мини-сериале HBO «Чернобыль» (2019)[30], в котором роль Легасова сыграл британский актёр Джаред Харрис.
- В 2016 году на стене родного дома Валерия Легасова в Туле (пр. Ленина, 30) установлен бюст и памятная табличка[31][32].
- В Москве имя Легасова носит школа № 56, в которой он обучался.

## Награды и звания
Удостоен ряда наград СССР и России, среди них:
- Герой Российской Федерации с вручением медали Золотая Звезда (18 сентября 1996 года, посмертно) — «за отвагу и героизм, проявленные во время ликвидации Чернобыльской аварии»[16][32][33];
- орден Ленина (10 марта 1981 года)[11];
- орден Октябрьской Революции (29 марта 1979 года)[11];
- орден Трудового Красного Знамени (26 апреля 1971 года)[11];
- медаль «За трудовую доблесть» (8 октября 1958 года)[11];
- Ленинская премия (1984)[11];
- Государственная премия СССР (1976)[11];
- звание «Почётный гражданин Тульской области»[34].

### Видеоматериалы
- «Тайны века: Ликвидатор» — документальный фильм из цикла «Тайны века», снятый Первым каналом в 2006 г.
- «Дело тёмное: Академик Легасов. В зоне радиационной опасности» — документальный фильм 2011 года.
- «Герои России. Предельно допустимая доза» — документальный фильм, реж. И. Григорьев
- «Самоубийство после Чернобыля. Академик Легасов» — 2004 г.
- Владимир Милов: Чернобыль, убивший надежды